# محمية الوثبة للأراضي الرطبة
محمية الوثبة للأراضي الرطبة تُعتبر محمية الوثبة من أهم المحميات الطبيعة المائية في الإمارات العربية المتحدة في إمارة أبو ظبي، حيثُ تقع المحمية تحديداََ خلف منطقة مصفح مباشرة على طريق الشاحنات في منطقة العين، بالقرب من ضواحي جرن يعفور ومدينة المفرق للعمال، التي تأسست من قبل الشيخ زايد بن سلطان آل نهيان، وهي المنطقة الأولى في الإمارة المخصصة للحماية بموجب القانون، حيثُ تم وضع المحمية على القائمة الخضراء للمناطق المحمية في الاتحاد الدولي لحفظ الطبيعة عام 2018، مما يجعلها أول موقع في المنطقة يحصل على هذا الاعتراف.

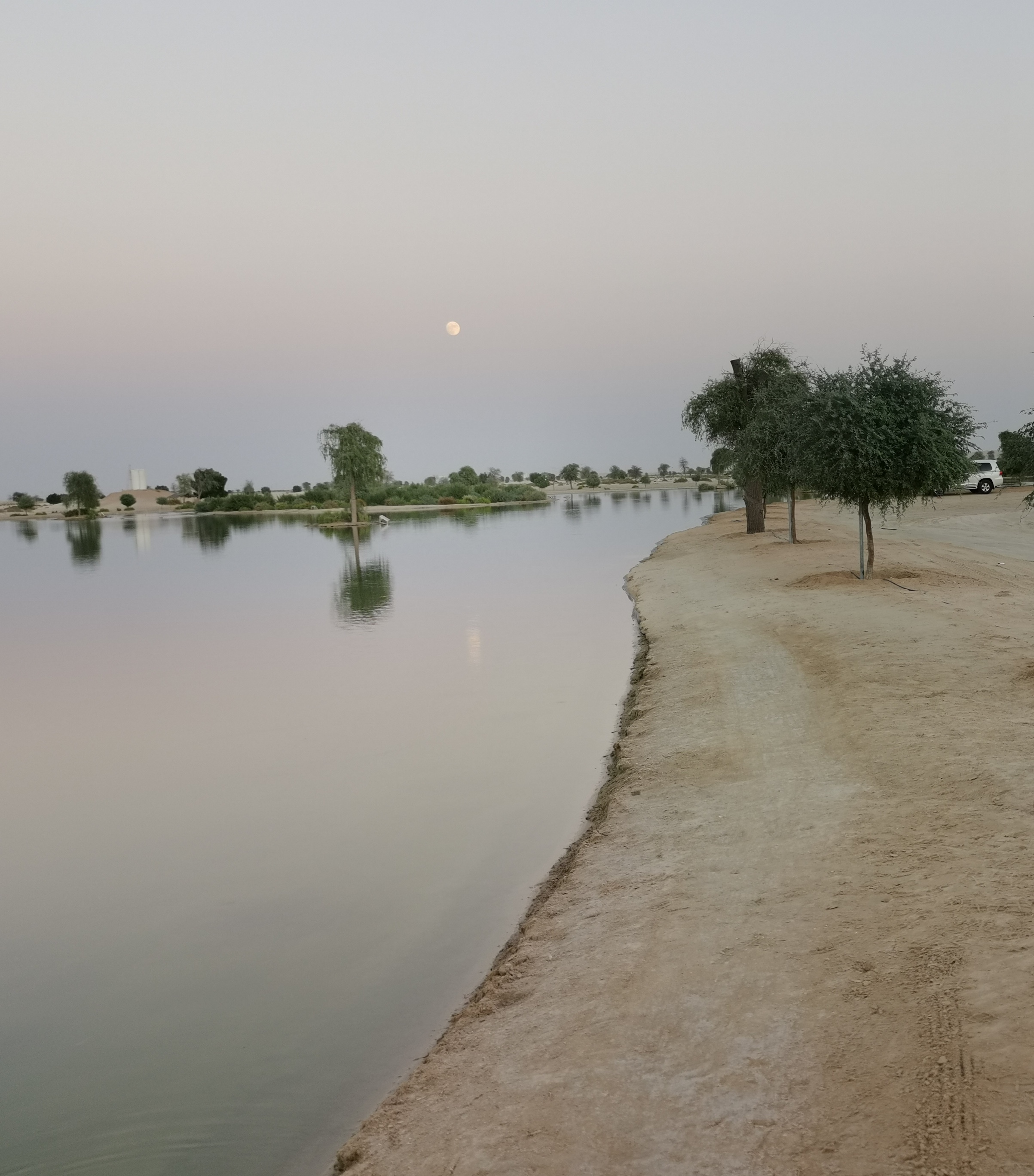
محمية الوثبة للأراضي الرطبة

## نبذه عامة
أنشئت في عام 1998 من قبل الشيخ زايد بن سلطان آل نهيان كمنطقة محمية للحياة البرية والنباتات، حيثُ تغطي المحمية "خمسة كيلومترات مربعة" وتتميز بمركز زوار صغير، مسارات للمشي ،لوحات بها حقائق مثيرة للاهتمام حول السكان البرية.
تعد هذه المحمية مجمع من المسطحات المائية الطبيعية والاصطناعية التي كانت في السابق مسطحًا ملحيًا "السبخة" كان يغمرها فقط أثناء هطول الأمطار في فصل الشتاء، ويتم الحفاظ عليه الآن من خلال الإمداد المنتظم بالمياه العذبة المعالجة من الدرجة الثالثة من محطة معالجة مياه الصرف الصحي القريبة، مما ينتج عن هذا التنظيم لمستوى المياه موائل شديدة الملوحة والمياه مالحة وعذبة بأعماق متفاوتة، مما يوفر موقعًا مثاليًا داخل منطقة جغرافية شديدة الجفاف.
تم الإعلان عنها في عام 2013 كأحد مواقع رامسار وأول موقع للأراضي الرطبة ذات الأهمية العالمية في إمارة أبوظبي، فهي موطن لطيور الفلامنجو الكبيرة التي تتكاثر منذ عام 2011 في منطقة الخليج العربي، حيث تم تسجيل آخر تكاثر ناجح منذ أكثر من 80 عامًا في الكويت، وبذلك تكون محمية الوثبة هي الموقع الوحيد في الإمارات والخليج العربي الذي يمكن أن يتكاثر فيه هذا النوع من الطيور، وتدعم المحمية مجموعة متنوعة من الحياة البرية والتنوع البيولوجي بما في ذلك 55٪ من إجمالي أنواع الطيور الموجودة في دولة الإمارات العربية المتحدة.
تم إفتتاح المحمية للجمهور "للزيارة" في عام 2014، استقطبت الوثبة حوالي أكثر من 20000 زائر منذ الإفتتاح، وقالت رزان خليفة المبارك "الأمينة العامة لهيئة البيئة في أبو ظبي":

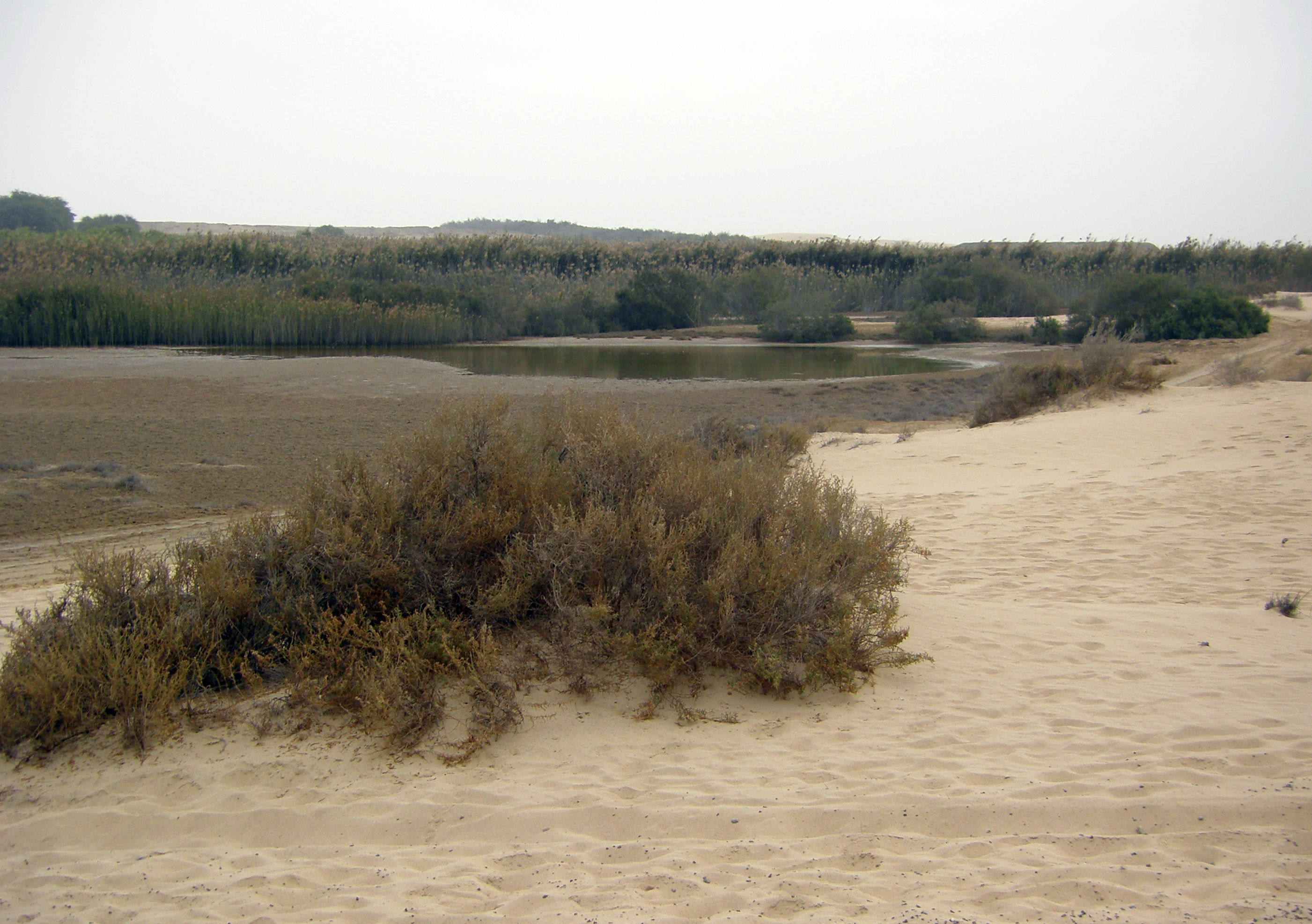
صورة لمحمية الوثبة الطبيعية، أبو ظبي

«إن رؤية الوثبة تؤمن مكانتها كمنطقة قائمة خضراء معترف بها عالمياً هو مصدر فخر كبير لأبوظبي والإمارات العربية المتحدة.»

## الطبيعة البيولوجية

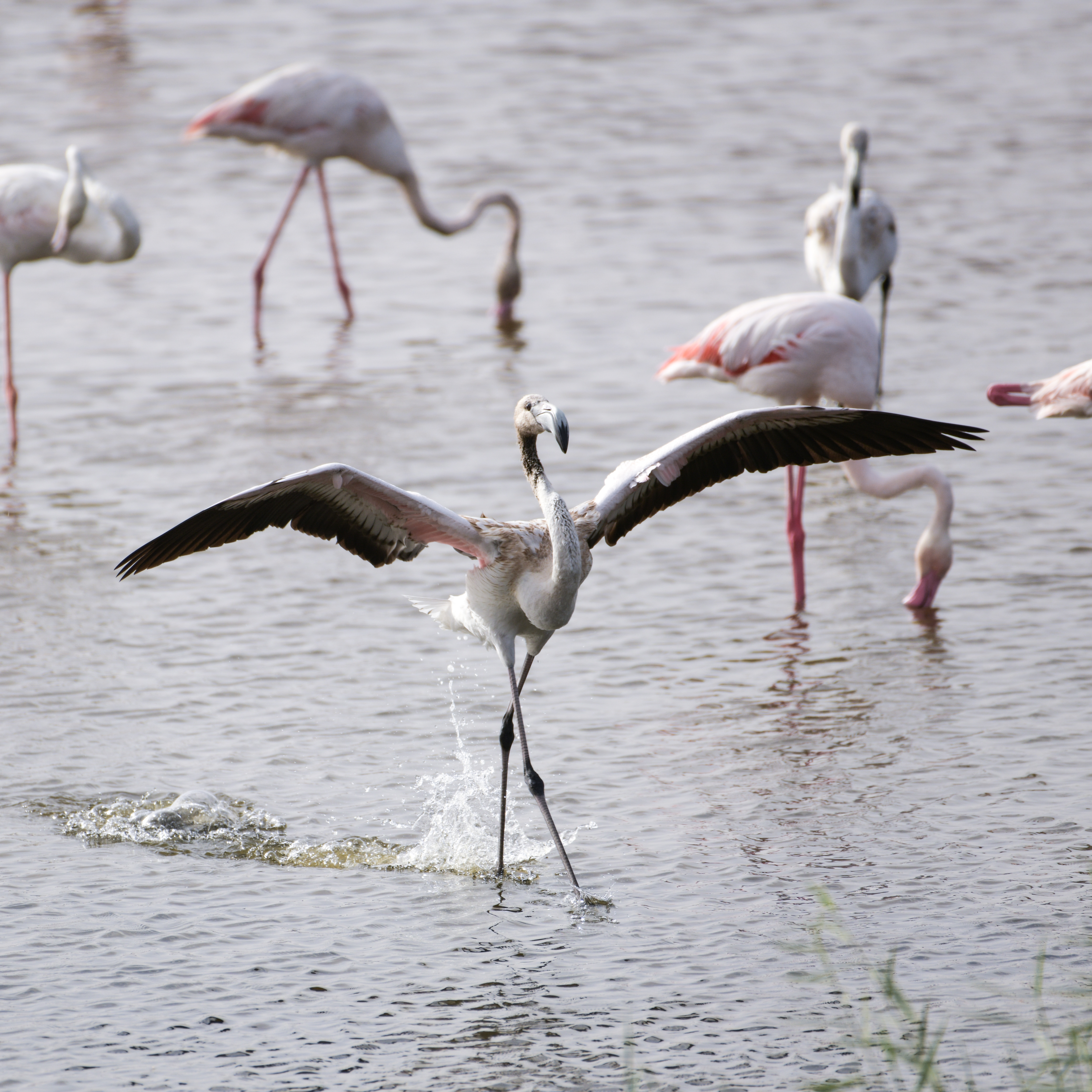
صورة لطيور النحام، أو ما يطلق عليها الفلامنجو، في أبوظبي محمية الوثبة.

تلعب الأراضي الرطبة دورًا مهمًا في وظيفة النظام البيئي، ومن المعروف أنها تدعم التنوع البيولوجي الغني ويصبح هذا أكثر وضوحًا في المناخات شديدة الجفاف، فتعتبر محمية الوثبة عبارة عن فسيفساء من الأراضي الرطبة تضم أحواض المياه المالحة والعذبة، فإن مستويات النترات والنتريت والفوسفات والكربون العضوي الكلي في هذه المحمية أعلى بكثير،  حيثُ قام برنامج لتقييم ورصد التنوع البيولوجي لمدة عشرين عامًا بتوثيق تنوع بيلوجي ضخم داخل المحمية التي تحتوي على 354 نوعًا من اللافقاريات، 16 نوعًا من الزواحف والبرمائيات، 262 نوعًا من الطيور، 10 أنواعًا من الثدييات، 39 نوعًا من النباتات، حيث تمثل هذه الأنواع 21٪ من أنواع الحيوانات والنباتات البرية في إمارة أبوظبي من بين 44 موطنًا بحريًا وبريًا.

## قائمة الكائنات الحية
هذه هي الحيوانات التي قد تراها في محمية الوثبة للأراضي الرطبة:
- دبور الوقواق (بالإنجليزية: Cuckoo Wasp)‏
- طير نحام (بالإنجليزية: Phoenicopterus roseus)‏
- العقرب الأسود ذو الذيل الدهني (بالإنجليزية: Black Fat-tailed Scorpion)‏
- عقاب سعفاء كبرى (بالإنجليزية: Greater Spotted Eagle)‏
- الثعلب الأحمر (بالإنجليزية: Red Fox)‏
- السحلية المصرية ذات الذيل الشائك (بالإنجليزية: Egyptian Spiny-tailed Lizard)‏
- الورل الصحراوي (بالإنجليزية: Desert Monitor Lizard)‏
- قواع صحراوي (بالإنجليزية: Cape Desert Hare)‏

## شاهد أيضاََ
- محمية بو السياييف البحرية
- محمية الحبارى الطببعية
- محمية الظليمة
- محمية الفاية
- محمية جبل البحيص
- محمية مليحة
- قائمة المناطق المحمية في دولة الإمارات العربية المتحدة
- جغرافيا الإمارات العربية المتحدة